# Rally to Restore Sanity and/or Fear
Rally to Restore Sanity and/or Fear var en demonstration, der fandt sted den 30. oktober 2010 på The National Mall i Washington, D.C. ført an af Jon Stewart og "en i karakter" Stephen Colbert. Det er en sammensmeltning af to tidligere separate events: Stewarts Rally to Restore Sanity og Colberts eget satiriske modstykke, The March to Keep Fear Alive.
'Rally to restore sanity' er blevet kaldt "en demonstration for de folk, der har haft for travlt til at deltage i demonstrationer". Hovedformålet var at give et sted for deltagerne, hvor de kunne blive hørt, i stedet for dem der normalt bliver hørt, dem Stewart beskriver som de mere højlydte og ekstreme 15–20 procent af amerikanerne der "kontrollerer debatten" i amerikansk politik, som for eksempel Tea Party-bevægelsen og 9/11 Truth-bevægelsen. Nyhedsrapporter har kaldt demonstrationen et satirisk svar på Glenn Becks Restoring Honor-rallyet og "Reclaim the Dream" mod-rallyet.